# Flama Solar
Flama Solar "Sun Flare", es el nombre profesional de este luchador mexicano. Nació el 10 de septiembre de 1974, en Ixtlán de los Hervores, Michoacán. (México).
Desde pequeño se mudó a Guadalajara, al ser abandonado desde temprana edad por sus padres biológicos, es acogido y educado por unos familiares lejanos, así como por Blue Demon (tío adoptivo). Desde muy pequeño se interesó por el deporte de la lucha libre, comenzando su formación en la lucha olímpica a la edad de 12 años en el Gimnasio Libertad, teniendo como maestros a Alfredo "el abuelo" Carillo y Zandokan. Migró a México, D. F., donde continuó su entrenamiento, bajo la tutela de profesores como Blue Demon, El oriental y Fuerza Guerrera.
Debutó en Lagos de Moreno Jalisco a la edad de 15 años, bajo el nombre de La sombra del murciélago. Posteriormente adoptó el personaje de Flama solar, logrando con una carrera exitosa.
Dentro de sus más importantes logros está el haber obtenido tres campeonatos: Intercontinental medio de la WFA, Intercontinental medio de la NWG, y Campeonato de parejas de la WFA (c/Kal-el).
En luchas de apuestas ha cosechado varios triunfos. Ganó una importante máscara: la de Máximo, a quien no solo le arrebató la incógnita sino que también lo dejó sin cabellera meses después. En su récord luchístico cuenta con las cabelleras de: Jassan, Escudero Negro, Enviado del diablo, y Máximo.
En la actualidad, este gladiador de peso medio sigue buscando la consolidación definitiva para formar parte de la lista de los mejores y más grandes luchadores de México.
El personaje de Flama solar ha trascendido fronteras, es conocido en otros países como Guatemala, Argentina, El Salvador, incluso Europa, donde se presentó en 2002, dejando una muy buena impresión.
Campeonatos: WFA Intercontinental Middleweight Championship,
NWG Intercontinental Championship, WFA Tag Team Titles.